# Hélène Legrais
Hélène Legrais   (Perpinyà, 21 de maig de 1961) és una historiadora, periodista i escriptora nord-catalana en llengua francesa.
Nascuda al barri de Saint Jacques de Perpinyà, de pare bretó i mare catalana, les seves novel·les se centren en el «país català».
Estudià i es llicencià en Història i després es graduà com a periodista a l’Escola de Periodisme de Lilla. Treballà aleshores, el 1984, a la ràdio pública francesa France Inter i dos anys més tard s'incorporà com a reportera a la redacció de l'emissora privada generalista Europe 1, on al llarg de 14 anys ocupà diversos llocs, des del departament d'esports fins a la coordinació de les notícies, inclòs el primer lloc d'informació multimèdia continu «Europe Info». El 2000 va deixar París i Europa 1 per tornar al país i dedicar-se més a l'escriptura. Des de llavors, ha publicat un grtan nombre de novel·les.
Va ser guardonada amb el Premi Mediterrani Rosselló, de l'any 2012, per Les Héros perdus de Gabrielle.

## Obra
- La Damoiselle d'Aguilar, Paris, Éditions Pygmalion, col. «Les dames du lac», 1996, 331 p. ISBN 2-85704-490-9[4]
- La Chamane aux yeux bleus, Paris, Éditions Pygmalion, col. «Les dames du lac», 1999, 359 p. ISBN 2-85704-566-2
- Le Destin des jumeaux Fabrègues, Paris, Presses de la Cité, col. «Romans Terres de France», 2004, 362 p. ISBN 2-258-05530-X
- La Transbordeuse d'oranges, Paris, Presses de la Cité, col. «Romans Terres de France», 2005, 284 p. ISBN 2-258-06429-5
- Les Herbes de la Saint-Jean, Paris, Presses de la Cité, col. «Romans Terres de France», 2006, 291 p. ISBN 2-258-06827-4
- Les Enfants d'Élisabeth, Paris, Presses de la Cité, col. «Romans Terres de France», 2007, 268 p. ISBN 978-2-258-07169-8
- Les Deux Vies d'Anna, Paris, Presses de la Cité, col. «Romans Terres de France», 2008, 326 p. ISBN 978-2-258-07491-0
- Les Ombres du pays de la Mée, Paris, Presses de la Cité, col. «Romans Terres de France», 2008, 326 p. ISBN 978-2-258-07885-7
- La Croix des outrages, Paris, Presses de la Cité, col. «Polars de France», 2009, 287 p. ISBN 978-2-258-07904-5
- Rues de Perpignan : histoires insolites, Perpignan, France, Cap Béar Éditeur, 2009, 275 p. ISBN 978-2-35066-086-8
- L'Ermitage du soleil, Paris, Éditions Calmann-Lévy, col. «France de toujours et d'aujourd'hui», 2010, 267 p. ISBN 978-2-7021-4100-7
- Les Héros perdus de Gabrielle, Paris, Éditions Calmann-Lévy, col. «France de toujours et d'aujourd'hui», 2011, 315 p. ISBN 978-2-7021-4191-5
- Les Ailes de la tramontane, Paris, Éditions Calmann-Lévy, col. «France de toujours et d'aujourd'hui», 2012, 255 p. ISBN 978-2-7021-4325-4
- La Guerre des cousins Buscail, Paris, Éditions Calmann-Lévy, col. «France de toujours et d'aujourd'hui», 2013, 299 p. ISBN 978-2-7021-4407-7
- Les montagnes chantaient la liberté, Paris, Éditions Calmann-Lévy, col. «France de toujours et d'aujourd'hui», 2014, 320 p. ISBN 978-2-7021-5392-5
- Ceux du château, ceux du moulin, Paris, Éditions Calmann-Lévy, col. «France de toujours et d'aujourd'hui», 2015, 250 p. ISBN 978-2-7021-5634-6
- Trois gouttes de sang grenat, Paris, Éditions Calmann-Lévy, col. «France de toujours et d'aujourd'hui», 2016, 270 p. ISBN 978-2-7021-5892-0
- Les anges de Beau-Rivage, Paris, Éditions Calmann-Lévy, col. «France de toujours et d'aujourd'hui», 2017, 374 p. (ISBN 978-2-7021-6084-8)[2]
- Le Bal des poupées, Paris, Éditions Calmann-Lévy, col. «France de toujours et d'aujourd'hui», 2018, 352 p. (ISBN 978-2-7021-6357-3).
- Le Front de l’azur, Paris, Éditions Calmann-Lévy, col. «Territoires», 2019, 355 p. (ISBN 978-2-7021-6640-6)[5]
- Nous étions trois, Éditions Calmann-Lévy, col. «Territoires», 2020, 380 p. ((ISBN 9782702180044)